# Droga wojewódzka 628
Die Droga wojewódzka 628 (DW 628) ist eine polnische Woiwodschaftsstraße in der Woiwodschaft Masowien. Sie verläuft in Nord-Süd-Richtung und verbindet den Bahnhof von Wołomin  mit einer Kreuzung in Wołomin.